# 마르티알리스 헤우레카
마르티알리스 헤우레카(Martialis heureka)는 개미과에 속하는 곤충의 일종이다. 마르티알리리스아과(Martialinae)와 마르티알리스속(Martialis)의 유일종이다. 학명은 "화성에서 온 개미"라는 의미를 담고 있다. 2000년 아마존 우림에서 발견되었다.

## 특징

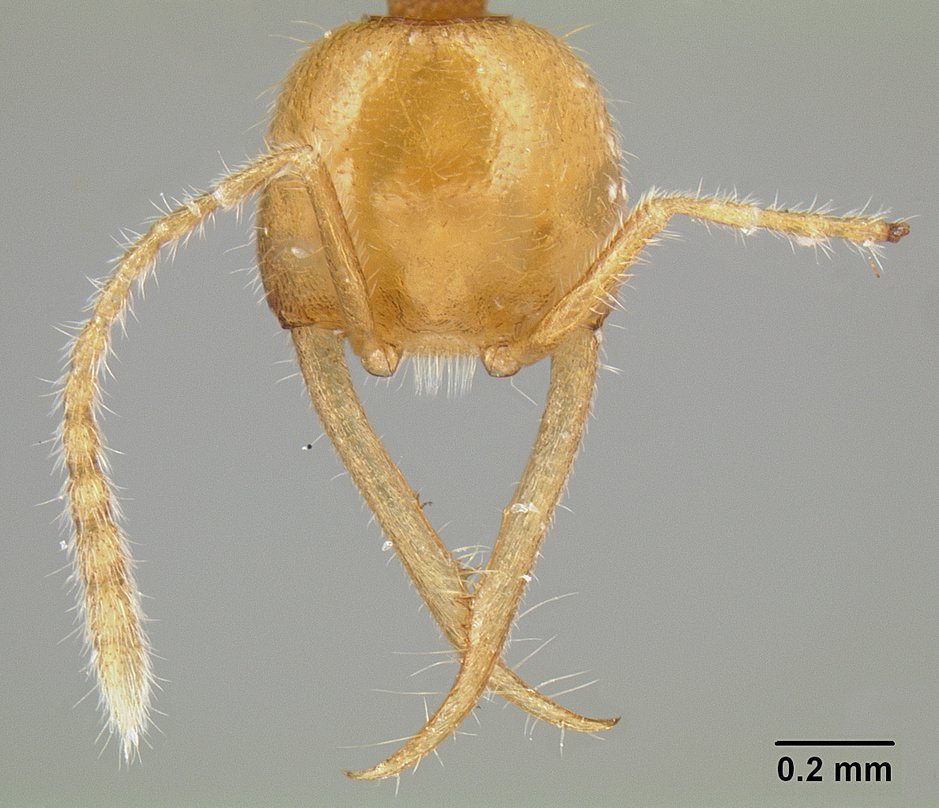
일개미

개미과의 다른 개미들과 마찬가지로 마디가 있는 더듬이가 있고 배자루마디가 있다. 그러나 이 개미들은 눈(겹눈)이 없고 색이 매우 연하며 지하 생활을 하여 다른 작은 생물을 포식한다. 일개미들은 길고 모양이 특이한 큰턱을 가지고 있는데 이는 특징 중에서 상당히 원시적인 특징이다.
형태로 볼때 이 개미들은 지하 생활을 하고 밤에 굴에서 나올 가능성이 있다. 그들의 다리에 땅을 파는 것에 대한 적응이 없는 것으로 보아서는 아마 이미 파인 굴을 쓰는 듯 하다.

## 발견
첫 두 표본은 만프레드 베르하그에 의해 2000년에 발견되었으나, 파손된 상태였고 2003년에서야 크리스천 라벨링이라는 미국 텍사스의 대학생에 의해 온전한 새로운 표본이 발견되었다.